# Comunitat Europea
Comunitat Europea o Comunitats Europees són denominacions amb què hom indica un conjunt d'organitzacions creades entre els països de la Unió Europea per assolir la integració progressiva de les seves economies.

## Les Comunitats Europees
Especialment, hom parla de Comunitats Europees a partir de la signatura del Tractat de fusió de les Comunitats Europees de l'any 1965 (amb efectivitat des del 1967) quan es crearen unes institucions comunes entre la Comunitat Econòmica Europea, la Comunitat Europea del Carbó i de l'Acer i la Comunitat Europea de l'Energia Atòmica. Aquestes tres Comunitats Europees gràcies a la signatura d'aquest tractat tindran un mateix poder executiu i compartiran les mateixes institucions i òrgans.
Els estats membres inicials foren Bèlgica, França, Itàlia, Luxemburg, República Federal d'Alemanya i els Països Baixos; posteriorment s'hi integraren d'altres estats europeus.

### CECA
Fou creada l'any 1951 mitjançant la signatura del Tractat de París per part de la República Federal d'Alemanya, França, Itàlia, i els tres països del Benelux: Bèlgica, Països Baixos, Luxemburg.
Aquesta Comunitat pretenia crear un mercat comú pels sectors del carbó i l'acer en aquests sis països. Amb una validesa, establerta des de la seva fundació, de 50 anys el Tractat de París constitueix la primera organització econòmica internacional a nivell supranacional i és considerada la "llavor" de l'actual Unió Europea (UE).

### CEE
És la més important de les tres Comunitats Europees. Va ser fundada pels mateixos membres de la CECA, l'any 1957, per un dels dos Tractats fundacionals de Roma, amb la finalitat de crear unes tarifes i mercats comuns, elaborar una política conjunta per a l'agricultura, per al moviment de mà d'obra i els transports i fundar institucions comunes per al desenvolupament econòmic. En la signatura d'aquest tractat però no s'imposà un termini de validesa com en la CECA, sinó que imposava un sistema de cooperació perpetuu entre els estats europeus que volguessin formar part d'ella.

### CEEA o Euratom
Fou creada el mateix dia que la CEE mitjançant el segon dels Tractats Fundacionals de Roma de l'any 1957. La seva finalitat és establir un mercat comú de productes nuclears, i el desenvolupament pacífic de l'energia nuclear entre els seus països membres. Igual que la CEE no té un termini de validesa. Una vegada més, tots els membres d'aquesta comunitat (la tercera) també ho són de la CECA i de la CEE.

## La Comunitat Europea
Després de la signatura del Tractat de Maastricht l'any 1992 la Comunitat Econòmica Europea va desaparèixer com a tal i va passar a denominar-se Comunitat Europea (CE). Per aquest mateix tractat es va establir que les tres Comunitats Europees, la CECA, la CE (anterior CEE) i l'Euratom passarien a formar part de la nova Unió Europea.
Es confon moltes vegades la CEE amb l'actual CE (Comunitat Europea), i per extensió amb la UE (Unió Europea), quan en realitat no són exactament el mateix: encara que la CE és l'hereva directa de la desapareguda CEE, l'actual CE és només una part de la Unió Europea.
La Comunitat Europea es basà en quatre idees bàsiques:
- Lliure circulació de mercaderies: les mercaderies poden circular lliurement, sense càrrec, restricció o aranzels entre els Estats membres.[9][10]
- Lliure circulació de serveis: les persones i les empreses d'un Estat membre tindran la llibertat de realitzar serveis en altres Estats membres.[11][12]
- Lliure circulació de capitals: les persones d'un Estat membre podrà invertir lliurement en la restat d'Estats membres i tenen llibertat per a transferir fons entre aquests països.[9][13]
- Lliure circulació de persones: els ciutadans d'un Estat membre podrà lliurement viure i treballar en els Estats membres.[14][15]

I els seus principals òrgans de funcionament són els mateixos que els de l'actual Unió Europea:
- Comissió Europea
- Parlament Europeu
- Consell de Ministres
- Tribunal de Justícia de les Comunitats Europees